# Anverso y reverso
Anverso y reverso es la primera obra de Albert Camus publicada bajo su propio nombre, en Argel en 1937 por Edmond Charlot. Consiste en una serie de ensayos sobre el barrio argelino de Belcourt, así como dos viajes: el primero a las Islas Baleares y el segundo a Praga y Venecia.
El libro no tuvo una amplia difusión durante la guerra y, tras la guerra, no se benefició del éxito de El extranjero ni de El mito de Sísifo. Se reeditó en 1958, precedido por un prefacio en el que Camus hacía balance de su obra hasta la fecha y juzgaba con dureza su escritura. A continuación, declaró que su obra «ni siquiera ha comenzado».
Camus vio en esta obra temprana la fuente secreta de todo su pensamiento: «Sé que mi fuente está en Anverso y reverso, en este mundo de pobreza y de luz donde viví mucho tiempo y cuyo recuerdo aún me preserva de los dos peligros opuestos que amenazan a todo artista, el resentimiento y la satisfacción».

## Estructura
- Prefacio
- La ironía
- Entre el sí y el no
- La muerte en el alma
- Amor a la vida
- Anverso y reverso

## Presentación general
Camus tenía veintidós años cuando empezó a escribir estos cinco relatos eminentemente autobiográficos: el barrio argelino de Belcourt y el miserable hogar familiar dominado por su terrible abuela, que reina sobre una madre misteriosa, una madre cuyo abismo y cuyos silencios recordará el joven, protagonista del cuento Entre el sí y el no. En La muerte en el alma evoca su viaje a las Islas Baleares, cuna de su familia materna, así como su viaje a Praga. El primer libro de Camus describe la vida estrecha de los habitantes de su barrio, dominada por el trabajo y la dureza de la existencia, una evocación que encontraremos de nuevo en El extranjero: «¡Este barrio, esta casa! Sólo había una planta y las escaleras no estaban iluminadas. Incluso ahora, después de muchos años, podría volver allí en plena noche. Sabe que subiría las escaleras a toda velocidad sin tropezar ni una sola vez. Su cuerpo está imbuido de esta casa. Sus piernas conservan en su interior la medida exacta de la altura de los escalones. Su mano, el horror instintivo e invencible de la barandilla. Y era por culpa de las cucarachas.»
Meursault vive en el mismo barrio, en su pequeño y modesto apartamento, y tiene pocas actividades de ocio aparte de sus amigos y la playa. Describe la compasión que siente por esta madre que trabaja duro todo el día y que, por la noche, coloca su silla junto a la ventana y contempla en silencio el ir y venir de la calle, abrumado por «el admirable silencio de una madre y el esfuerzo de un hombre por encontrar la justicia o el amor que equilibre ese silencio».
Anverso y reverso se asemeja un poco al Entre el sí y el no de su relato, donde el anverso es sinónimo de ansiedad ante la extrañeza y el silencio del mundo, la aparente falta de control sobre este mundo, mientras que el reverso simboliza la belleza, la aceptación de este mundo incomprensible. Un personaje como Meursault en El extranjero se debate entre estos dos polos, como Camus, quien también escribe que «no hay amor por la vida sin desesperanza de la vida» en Entre el sí y el no. ¿Cómo podemos explicar, traducir la belleza efímera de una puesta de sol, si no es mediante este vaivén entre el ir y el venir, entre el anverso y el reverso? Sólo la solidaridad, por ejemplo, en La peste, nos permite luchar contra la soledad y fortalece a los hombres. Aquí, en estas diversas historias, los ancianos, especialmente, como esta mujer del último texto que dio nombre a la obra, se forjan su propia desgracia, caen en «el anverso» sin siquiera ser conscientes de ello.

## Prefacio a la edición de 1958
Camus aceptó con gran reticencia la reedición de Anverso y reverso. Creía que, a pesar de sus imperfecciones formales, todos debían tener acceso a este texto, no sólo unos pocos que poseían la edición original. Escribió entonces un prefacio sustancial, que dedicó varios años a perfeccionar mientras escribía La caída y El exilio y el reino.
Sitúa los textos de Anverso y reverso en la perspectiva general de lo que ha escrito hasta entonces, concluyendo con esta fórmula: «Si bien he caminado mucho desde este libro, no he progresado mucho». Afirma que, desde la escritura de esta obra, una existencia y una sociedad dedicadas «a la envidia y el escarnio», así como una «severa tradición estética», alienan su «naturaleza libre». Se compromete entonces a evolucionar hacia una menor amargura y hacia «cierta forma de amor».
En el momento de la publicación de esta reedición, en 1958, comenzó a escribir El primer hombre, que fue interrumpido por su muerte en 1960.

## Ediciones
- 1937 - L’envers et l’endroit (Alger Editions)
- 1956 - L’envers et l’endroit (Jean-Jacques Pauvert)
- 1958 - L’envers et l’endroit (Gallimard)

## Traducciones
- 1962 - El revés y el derecho (Alberto Luis Bixio, Editorial Losada)
- 1981 - Anverso y reverso (Julio Lago Alonso, Aguilar)